# Meco (Madrid)
Meco ist eine zentralspanische Gemeinde (municipio) mit 15.732 Einwohnern (Stand: 2024) im Osten der Autonomen Gemeinschaft Madrid. 

## Lage
Meco liegt östlich von Madrid und grenzt an die Gemeinden Alcalá de Henares, Azuqueca de Henares, Camarma de Esteruelas, Valdeavero und Villanueva de la Torre.

## Sehenswürdigkeiten
Die Kirche Nuestra Señora de la Asunción zählt zu den Sehenswürdigkeiten. Es gibt archäologische Überreste aus der Eisenzeit sowie eine römische Nekropole. 

## Wirtschaft
Meco ist eine Stadt mit einer landwirtschaftlichen Tradition und exportiert seit langem Weizen, Mehl und Brot nach Alcalá, Guadalajara und Madrid. Außerdem basiert seine Wirtschaft auf dem Salzabbau.